# Obchodní centrum Marywilska 44
Obchodní centrum Marywilska 44 (polsky Centrum Handlowe Marywilska 44) je centrum obchodu a služeb, které se nalézá ve varšavské čtvrti Białołęka. Bylo dokončeno v roce 2010, nachází se v něm na 1 400 obchodů a provozoven služeb.
V časných ranních hodinách 12. května 2024 v hale o rozloze cca 250×250 metrů propukl požár, který zasáhl osmdesát procent haly.